# Exostyles
Exostyles är ett släkte av ärtväxter. Exostyles ingår i familjen ärtväxter.
Kladogram enligt Catalogue of Life:
| Exostyles | \| \| Exostyles glabra \| \| \| \| \| \| Exostyles venusta \| \| \| \| |
|           | \| \| Exostyles glabra \| \| \| \| \| \| Exostyles venusta \| \| \| \| |
|           | Exostyles glabra                                                       |
|           |                                                                        |
|           | Exostyles venusta                                                      |
|           |                                                                        |